# Pseudocoremia adusta
Pseudocoremia adusta là một loài bướm đêm trong họ Geometridae.